# اسلاون ریماتس
اسلاون ریماتس (کرواتی: Slaven Rimac؛ زادهٔ ۱۹ دسامبر ۱۹۷۴) بازیکن سابق و مربی بسکتبال اهل کرواسی است.
از باشگاه‌هایی که در آن بازی کرده‌است می‌توان به سیبونا زاگرب، المپیا میلان، الان بیرنایس، و باشگاه بسکتبال یوونتوت بادالونا اشاره کرد.